# 李際遇
李際遇（？—1647年），河南汝州郟縣人，明朝、南明軍事人物。

## 生平
李際遇年幼讀書卻不應試，結交開礦的礦徒，又相信一位叫陳金斗，自稱得到天書，能夠預測氣候的人。陳金斗乘妖氛起兵，聚眾五萬人，官兵擒拿他的妻子和陳金斗殺害。他逃脫後與于大忠等人結交各土寨，退守登封縣玉寨，而于大忠佔據嵩縣屏風寨，聯合申靖邦、申三任、申三榮為羽翼，王升以五千人響應，知縣宋文端、諸生張乾一無法討伐他們。于大忠為人殘暴而李際遇待人和善，因此鄰寨大多歸附李際遇。
永曆元年（1647年），他和王道士等人歃血為盟決定反正，在河間會合義師，計劃在三月十五日攻打北京。部隊在棺木中儲藏冑甲和弓箭，三月十一日命令數百人假裝送喪入京；但他的奴僕叛變，京師戒嚴，到期限當天事發，千多人被逮捕，知名故將三十多人牽連被殺，他則遭族誅。

## 引用
1. 1 2  錢海岳《南明史·卷三十九·列傳第十五》：（李）際遇，郟縣人。幼讀書，不應童子試，而以飲食結交礦徒。有陳金斗者，自以受天書，能占望氣候，際遇信之。乘歲祲起兵，有眾五萬；官兵禽金斗並際遇妻子殺之。際遇走脫，與于大忠等各結土寨，際退據登封玉寨，大忠據嵩縣屏風寨，結申靖邦、申三任、申三榮為羽翼，王升以五千人應之。知縣宋文端、諸生張乾一討之不克。大忠凶慘而際遇差平善，故鄰寨多歸之。
2. ↑  錢海岳《南明史·卷三十九·列傳第十五》：永曆元年，與王道士等歃血謀反正，會義師復河間，期於三月十五日攻北京。頂置楄柎，中貯甲冑箭鏃，於十一日命數百人偽為送喪者入京。際遇奴上變，京師戒嚴，屆期眾悉被逮，清名捕千餘人，知名故將三十餘人事連死，際遇族。